# Arbacia punctulata
Arbacia punctulata är en sjöborreart som först beskrevs av Jean-Baptiste Lamarck 1816.  Arbacia punctulata ingår i släktet Arbacia och familjen Arbaciidae. Inga underarter finns listade i Catalogue of Life.

## Bildgalleri

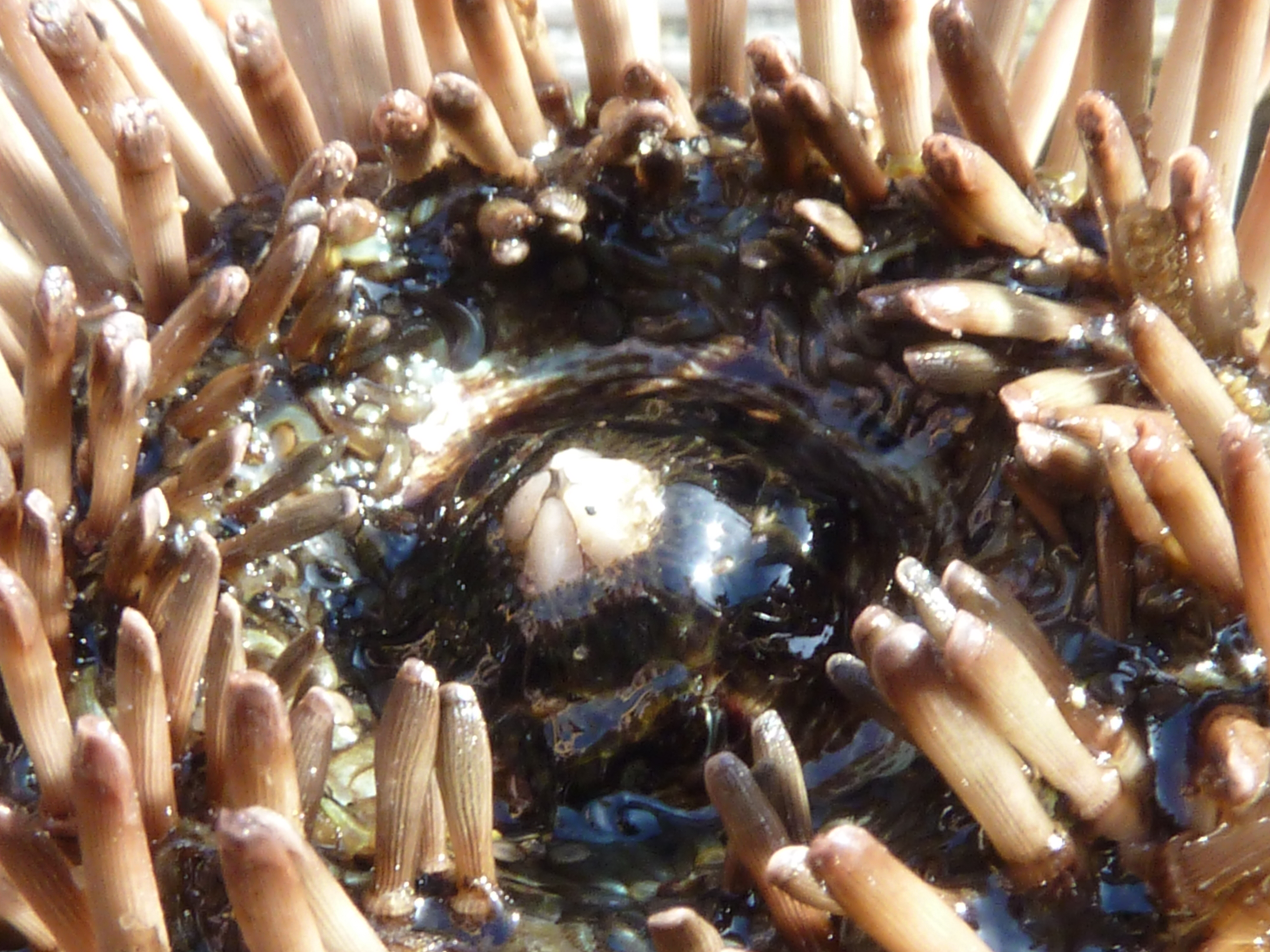
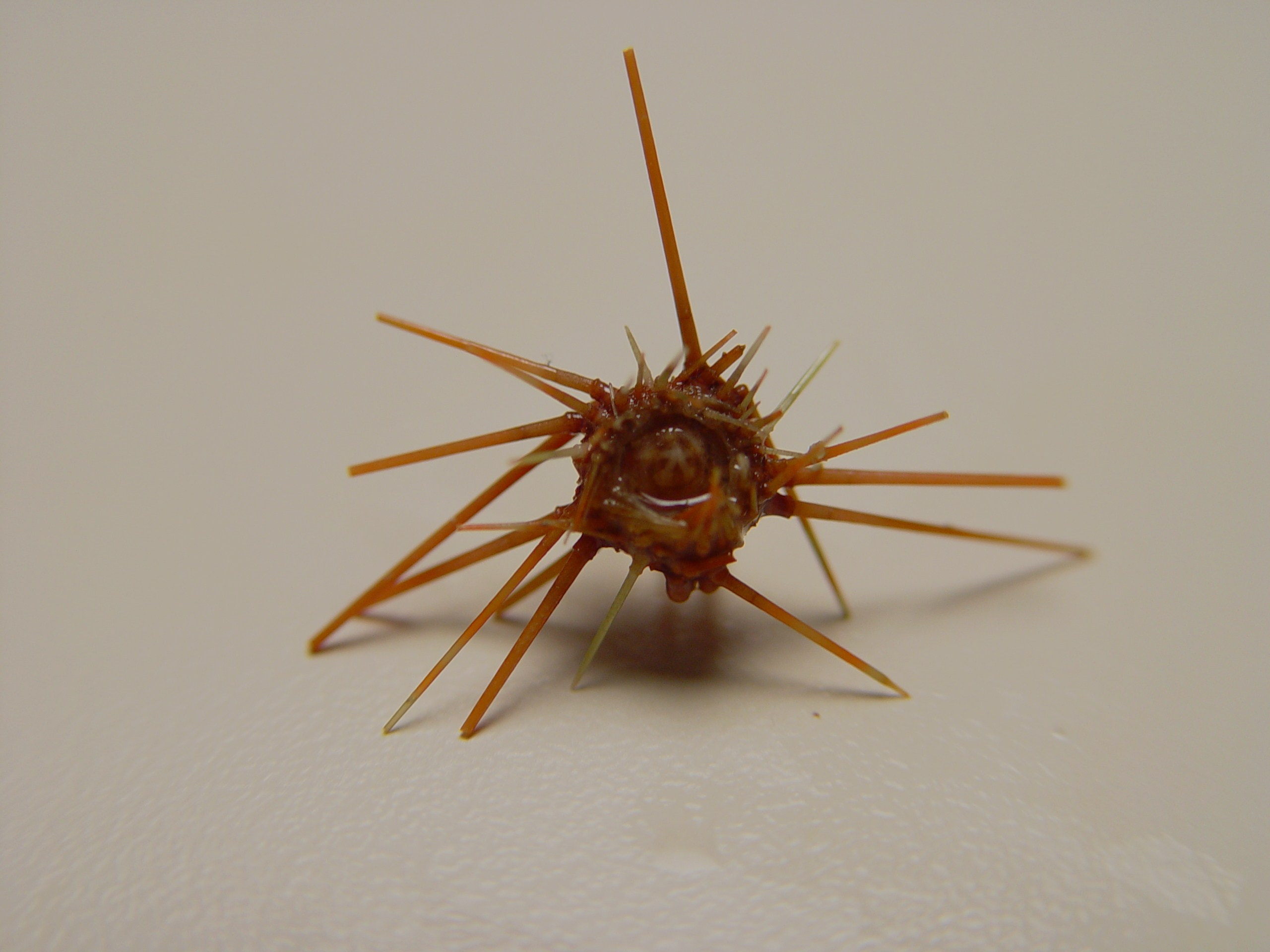
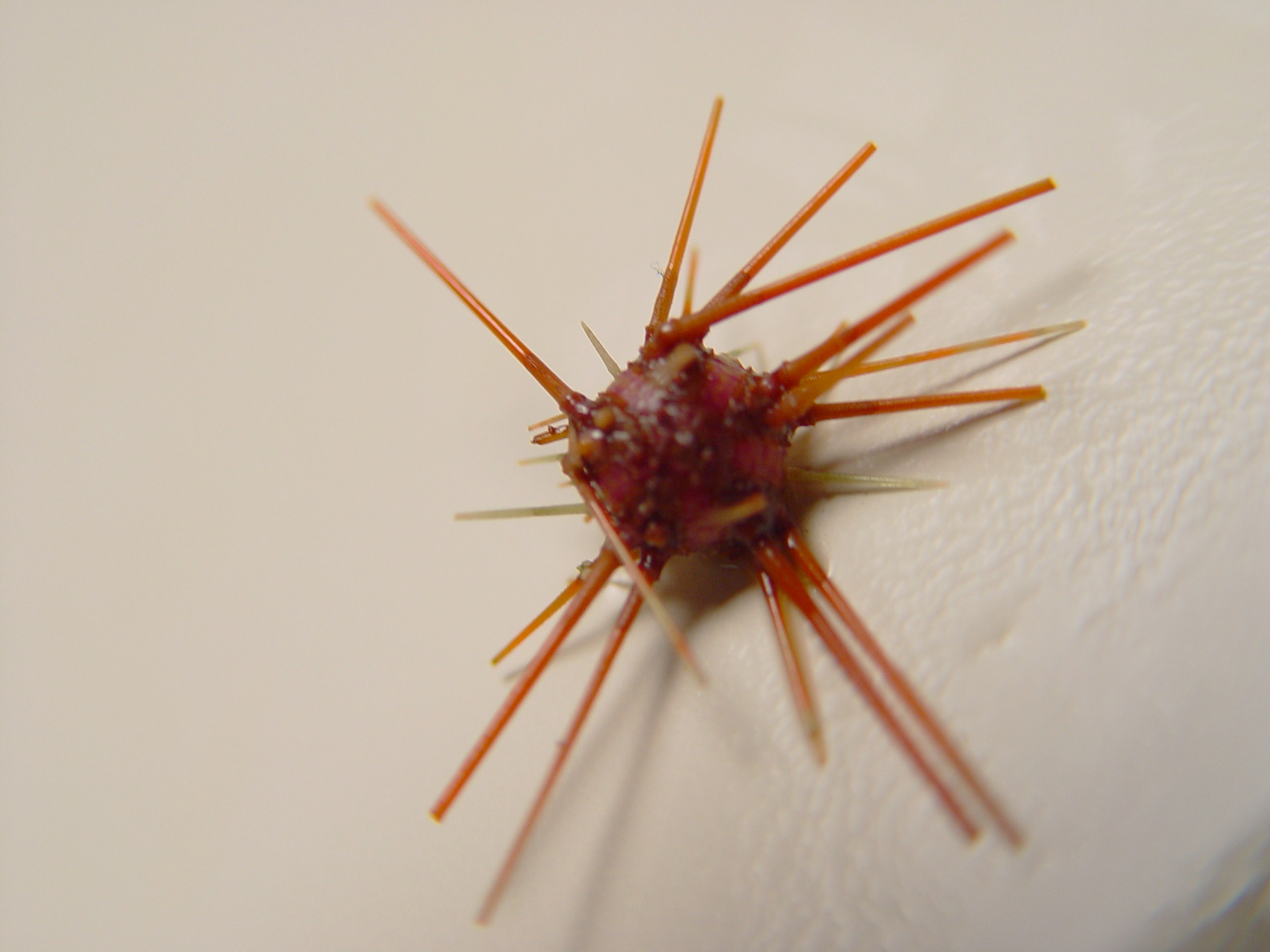
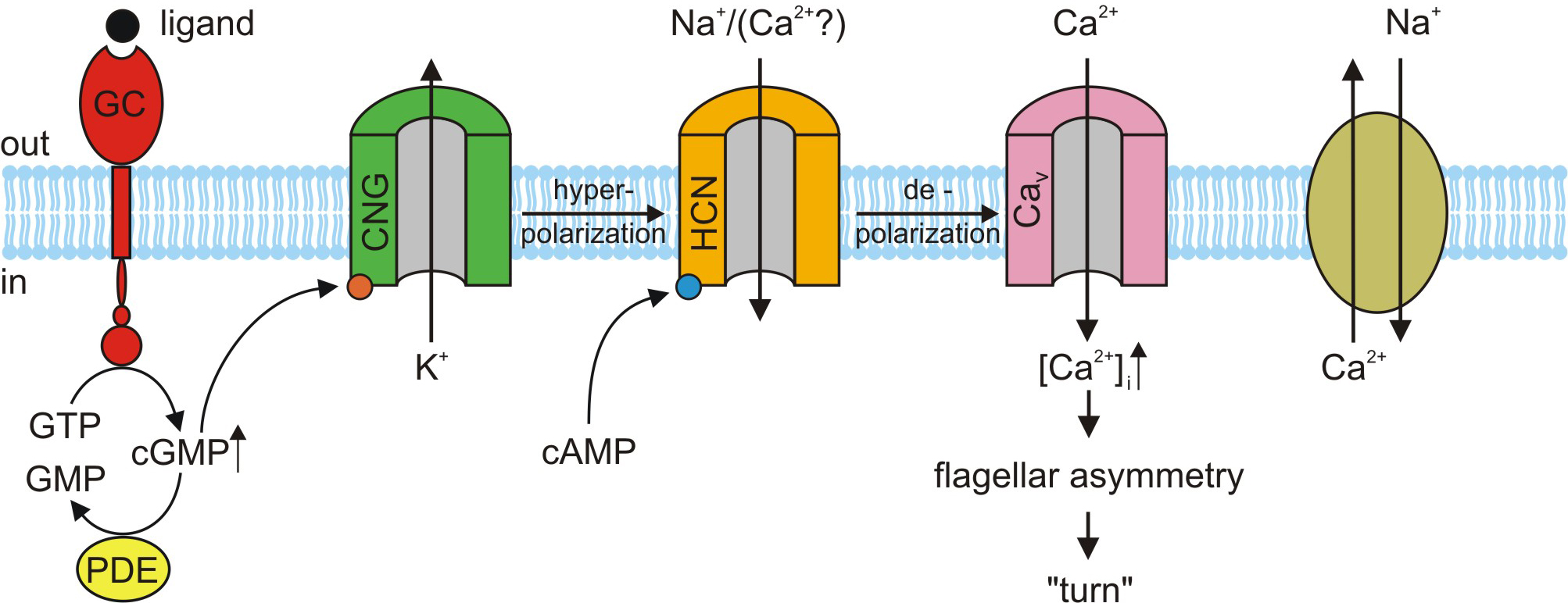